# Fortaleza dos Valos
Fortaleza dos Valos este un oraș în Rio Grande do Sul (RS), Brazilia.